# بخش الله‌آباد
بخش الله‌آباد (انگلیسی: Allahabad district) از بخش‌های ایالت اوتار پرادش هند است.